# The Sims 3: Pets (Nintendo 3DS)
The Sims 3: Pets — однопользовательская видеоигра в жанре симулятора жизни для портативной приставки Nintendo 3DS. Её выход состоялся 18 октября 2011 года в США. Разработка игры велась параллельно с дополнением о «питомцах» к The Sims 3 для персональных компьютеров. Это также самая последняя игра франшизы The Sims, выпущенная для 3DS и в целом для портативных устройств. 
The Sims 3: Pets — это первая портативная игра серии The Sims, позволяющая играть за животных и даже выживать без участия хозяина. Тем не менее игра также позволяет играть за сима, удовлетворять его базовые потребности, повышать навыки, выполнять квесты и зарабатывать на жизнь. Также персонаж должен ухаживать за одним или двумя питомцами.
Игра получила преимущественно положительные оценки со стороны игровых критиков, средняя оценка по версии Metacritic составляет 72 балла из 100 возможных. Рецензенты в целом заметили, что The Sims 3: Pets во всех смыслах стала лучше The Sims 3 для 3DS, начиная с графики, заканчивая интерфейсом и самим игровым процессом. Критики похвалили игру за её разнообразие в игровом процессе, проработанный ИИ персонажей, тем не менее основным предметом критики послужило управление, не позволяющее чётко нацелится на определённый предмет или персонажа.

## Игровой процесс

Демонстрация игрового процесса, игра позволяет управлять действиями питомца

Игра начинается с того, что игрок должен создать нового персонажа женского или мужского пола, а также одного или двух питомцев — кошку, собаку, или же кошку с собакой. Игрок может также настраивать внешность животного, выбирать крупную или мелкую собаку, породу, а также костюмы. Верхний экран отображает симуляцию жизни, а нижний отображает характеристики и потребности управляемых персонажей. Игрок управляет персонажами, которые живут в доме. Он должен удовлетворять их базовые потребности во сне, еде, туалете, гигиене, отдыхе и общении. Сим также должен зарабатывать на жизнь и ухаживать за своими питомцами: обеспечивать их едой, кровом и мыть. Управляемый сим имеют жизненную цель, к которой он должен стремиться, выполняя разные действия и задания. Жизненная цель может быть разной, например желание стать великим музыкантом, или хорошо выполнять свою работу. Игрок также может совершенствовать навыки своего сима, например позволяя ему готовить быстрее и лучшие блюда, или стать физически сильнее. Игровой персонаж также может заводить дружеские, вражеские или романтические отношения с другими персонажами, а также пригласить к себе жить любовника. 
Игра также позволяет управлять животными, но в удовлетворении их базовых потребностей требуется и участие сима. Однако игра позволяет играть за собаку или кошку без сима-хозяина, в этом случае животное должно выживать и искать источник пропитания и прочие способы удовлетворить свои потребности. В игру также встроена система карм, позволяя в обмен на «очки жизненных достижений» благословлять или же наоборот проклинать персонажей или животных. Когда игрок не играет, игра накапливает очки PlayCoins, которые затем можно потратить на активацию карм. Собаки и кошки в игре растут, а также могут обзаводиться потомством, встроенная механика генетики позволяет скрещивать имеющиеся породы и выводить новые.
Игра вводит игровой мир Шугар Мэпл Коаст (англ. Sugar Maple Coast), в котором доступны шесть жилых участков. Общественные здания являются «кроличьими норами», то есть игрок не может наблюдать за действиями персонажей внутри здания.
Функция StreetPass позволяет игроку обмениваться игроку созданными симами или животными с другими игроками.

## Разработка и выход
Разработка The Sims 3: Pets для Nintendo 3DS велась параллельно с дополнением «Питомцы» к The Sims 3 для персональных компьютеров, а также приставочной версией The Sims 3: Pets. Над версией 3DS работала отдельная команда, продюсером которой выступил Келли Мондрагон.
В качестве основы игрового процесса, команда брала базовую The Sims 3, а также дополнение о питомцах. При этом задача команды заключалась в том, чтобы перенести как можно больше возможностей игрового процесса оригинальной игры, но и при этом задействовать преимущества аппаратного обеспечения 3DS. В частности в игру внедрена опция Streetpass, позволяющая создать питомца и делиться им с другими игроками The Sims 3: Pets для 3DS при наличии сетевого подключения. Разработчики также ввели возможность собирать так называемые PlayCoins, которые копятся, когда игрок не играет. Данную валюту затем можно использовать, чтобы задействовать различные кармы. Эксклюзивно для версии 3DS добавили большую коллекцию костюмов для собак и кошек, которые доступны в режиме создания персонажа. The Sims 3: Pets для 3DS — это также первая портативная игра серии The Sims, где игрок может управлять действиями животного, а также единственная игра во франшизе, позволяющая играть только за питомца, то есть бродящее животное, что со слов разработчика предоставляет новый и уникальный взгляд на симуляцию жизни.
Впервые анонс игры состоялся 3 июня 2011 года. Разработчики подтвердили, что в данную версию войдут собаки и кошки, а также, что игрок сможет играть за животное без участия сима-хозяина. Официальный трейлер к игре был показан 2 ноября 2011 года, хотя её выход состоялся уже 18 октября 2011 года.

## Восприятие
| Сводный рейтинг               | Сводный рейтинг |
| Агрегатор                     | Оценка          |
| ----------------------------- | --------------- |
| GameRankings                  | 71,80 %         |
| Metacritic                    | 72/100          |
| Иноязычные издания            |                 |
| Издание                       | Оценка          |
| Nintendo Power                | 75 %            |
| Nintendo World Report         | 8/10            |
| Official Nintendo Magazine UK | 80 %            |
| GamingXP                      | 80 %            |
| Nintendo Life                 | [ 5 ]           |
| Nintendo Gamer                | 54 %            |

Оценка игровых критиков была в основном положительной, средняя оценка по версии Metacritic составляет 72 балла из 100 возможных. Оценки рецензентов носили сравнительный характер с предыдущими The Sims для портативных устройств.
Редакция журнала Official Nintendo Magazine пришла к выводу, что The Sims 3: Pets стала большим прорывом и самым близким воссозданием игрового процесса The Sims для ПК из всех раннее выпущенных портативных The Sims. Редакция NintendiWorldReport также назвала игру хорошей на фоне ранних и неудачных выпусков для портативных устройств. Представители Nintendo Power заметили, что если игрок когда либо играл в The Sims, то «он должен чувствовать себя, как дома, имея возможность создавать симов и управлять ими». Редакция также похвалила игру за значительно усовершенствованное управление в сравнение с The Sims 3 для 3DS.
Рецензент сайта Nintendo Life заметил, что The Sims 3: Pets сумела частично реабилитировать и так достаточно спорную портативную линейку The Sims, чья предпоследняя игра — The Sims 3 для 3DS «пробила очередное дно», а учитывая, что интервал между выпуском The Sims 3 и Pets составляет лишь несколько месяцев, это можно расценивать, «позор и пощёчину от EA против поклонников франшизы». Тем не менее даже при этом, The Sims 3: Pets чувствуется недоделанным продуктом, не достигшим своего потенциала. В целом критик назвал игру увлекательной, но не революционной, стоящей для того, чтобы её опробовал игрок, раннее не знакомый с франшизой The Sims. Иное мнение оставила редакция NintendiWorldReport считая, что разработчики явно вложили много средств в игру, чтобы в результате получить проработанный геймплей и графику, которые делают игру максимально приближенной в версии для ПК и не складывается ощущение, что перед игроком дешёвая и упрощённая копия игры.
Критик сайта GamingXp похвалил возвращение интерфейса с изображением списка потребностей вместо перспективы сверху, как в The Sims 3 для 3DS. Однако рецензент назвал управление в целом достаточно неуклюжим заменой управлению мышью и клавиатурой. Игроку придётся часто выбирать определённые действия, однако он столкнётся с тем, что ему будет тяжело нацелиться на нужную цель. Это особенно раздражает, когда игра требует быстрой реакции. Редакция NintendiWorldReport также назвала не удобное управление основным недостатком игры. Критик Nintendo Life наоборот похвалил управление, и сенсорную панель характеристик, заметив, что оно стало гораздо лучше в сравнении с предыдущими портативными The Sims. Критик сайта GamingXp похвалил игру за её качественную графику, а также камеру, которой можно вручную управлять. Рецензент Nintendo Life также также похвалили игру за её графику, хотя и заметил, что перемещение и прокрутка камеры резко замедляет игру.
Представитель сайта NintendoLife оценил игру за то, что необходимость удовлетворения базовых потребностей не превращается в надоедливую рутину, занимающую большею часть игрового времени, как в предыдущих портативных The Sims. Помимо прочего, улучшенный ИИ персонажей позволяет им какое то время самостоятельно удовлетворять свои потребности без вмешательства игрока, таким образом игрок может сконцентрироваться на управлении одним персонажем, не волнуясь о других домочадцах. Это не значит, что игра предлагает автономный игровой процесс, но этого достаточно, чтобы неуправляемый на данный момент персонае не умер от голода. Также критик оценил факт того, как черты характера и жизненные цели влияют на поведение NPC, заметив, что это придаёт игре дополнительную глубину и заставляет игрового персонажа выйти из зоны комфорта, сталкиваясь с новыми и непривычными для себя ситуациями. Критик сайта GamingXp похвалил игру за введённую генетику и возможность разводить кошек или собак.
Среди недостатков редакция Nintendoworldreport указала на ограниченную возможность управлять питомцами. Критик Nintendo Life, несмотря на вышеуказанные преимущества, указал на то, что игра обладает обилием глюков и недоделок, в частности, пространство вокруг участка со временем покрывается мусором, от которого невозможно избавится, в итоге критик заметил, что его персонажам пришлось переселиться. Невозможность людям взрослеть и обзаводиться детьми, также стало важным недостатком игры, за одно критик указал рад других портящих деталей, таких, как отсутствие автосохранения, а также недостаточная реиграбельнось, игрок начнёт до временем замечать, что должен снова и снова повторять одни и те же действия.